# Oniscomorpha
Los oniscomorfos (Oniscomorpha) son un superorden de artrópodos miriápodos diplópodos. Su nombre proviene de la semejanza de los oniscomorfos con los oniscídeos (Oniscidea), unas cochinillas conocidas como bichos bola, aunque estos últimos son crustáceos, por lo que no están estrechamente relacionados.

## Descripción
Estos diplópodos tienen un cuerpo corto en comparación con la mayoría de los milpiés, con solo de once a trece segmentos corporales, y son capaces de enroscarse formando una bola cuando se sienten amenazados, como una defensa contra los depredadores. Esta habilidad evolucionó por separado en cada uno de sus dos órdenes, convirtiéndolo en un caso de evolución convergente, en lugar de homología. Como defensa también pueden exudar un líquido nocivo, que puede ser cáustico y tóxico, para repeler a los depredadores. Los oniscomorfos son detritívoros, se alimentan de materia vegetal en descomposición, generalmente en zonas urbanas húmedas y bosques húmedos.

## Órdenes

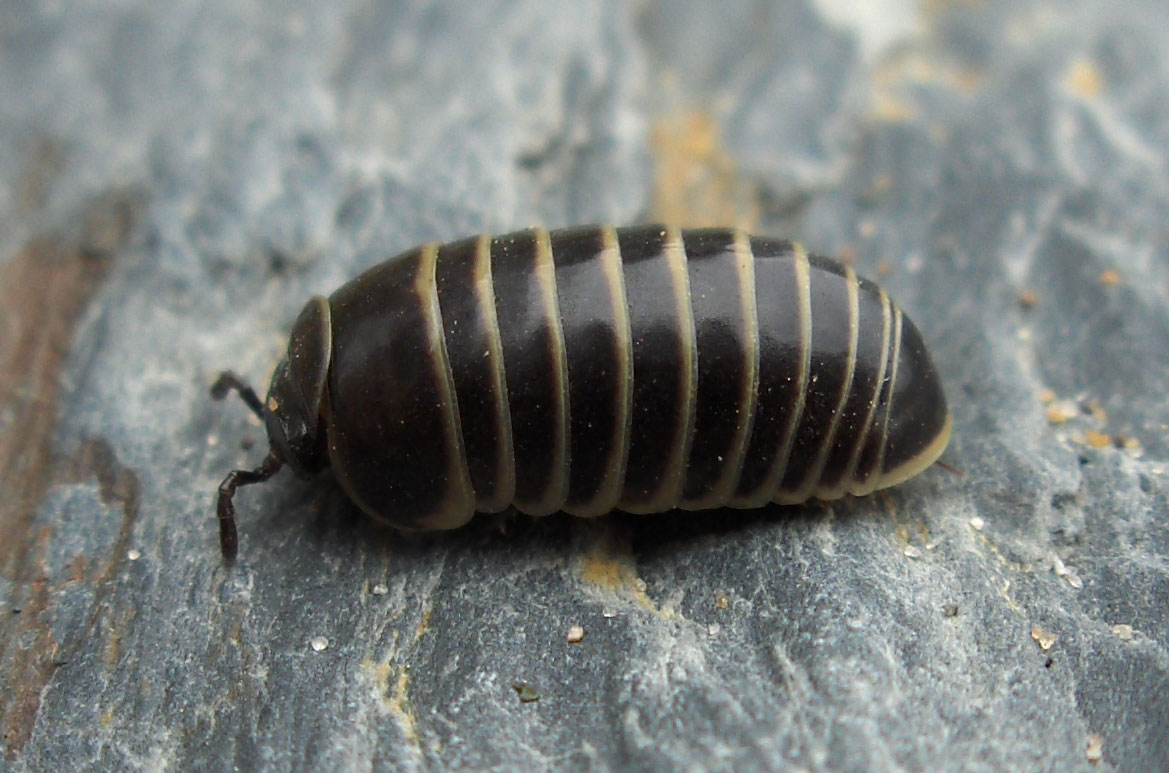
Glomeris marginata

### Glomerida
El orden Glomerida se encuentra predominantemente en el hemisferio norte e incluye especies como la europea Glomeris marginata. Tienen de once a doce segmentos corporales y poseen ozoporos dorsales (aberturas de glándulas repugnantes) en lugar de los ozoporos laterales comunes en las mayoría de los milpiés. Alcanzan longitudes máximas de 20 mm y los ojos, en las especies que cuentan con ellos, están en una sola fila de ocelos. El orden contiene aproximadamente 450 especies, encontradas en Europa, el sudeste de Asia y Norte y Sudamérica, de California a Guatemala. Cuatro especies están presentes en las islas británicas.

### Sphaerotheriida
El orden Sphaerotheriida es un taxón de distribución de Gondwana, con alrededor de 350 especies en África meridional, Madagascar, Australasia y Asia sudoriental. Cinco especies, todas del género Procyliosoma están presentes en Nueva Zelanda, y alrededor de treinta especies están presentes en Australia. Sphaerotheriidans tienen trece segmentos del cuerpo, y no poseen las glándulas repugnatorial. Los miembros de Sphaerotheriida alcanzan un tamaño mayor que los de Glomerida (hasta 10 cm) y poseen siempre grandes ojos en forma de riñón.

### Amynilyspedida
Oniscomorpha también incluye el orden extinto Amynilyspedida del Carbonífero superior de Norteamérica y Europa. Amynilyspedida difiere de los otros órdenes de oniscomorfos en tener 14-15 segmentos. El orden contiene los géneros Amynilyspes (con espinas en los terguitos), Glomeropsis, Archiscudderia y Palaeosphaeridium.